# Stridsvagn L-120
Lo Stridsvagn L-120, conosciuto anche come Landsverk L-120, era un carro armato leggero svedese. Un carro completo ed un telaio vennero ordinati dall'Esercito svedese nel 1936. Il telaio ordinato nello stesso anno anche dall'Esercito norvegese divenne il primo carro norvegese in assoluto, armato di torretta e corazzatura artigianali.

## Storia
In ottobre 1936 l'Esercito svedese ordinò un prototipo completo ed un telaio del modello L-120 realizzato dall'azienda produttrice di veicoli corazzati AB Landsverk di Landskrona, al fine di sottoporli a test. Ad aprile dell'anno successivo seguì l'ordine per una torretta.
Il telaio venne consegnato all'esercito a maggio del 1937 ed il carro seguì in luglio-agosto. In luglio del 1937, due mesi dopo la consegna, il telaio venne riacquistato dalla Landsverk nell'ambito di un grosso ordine di Stridsvagn L-60 da parte del governo svedese e probabilmente venne utilizzato per soddisfare l'ordine norvegese.

## Rikstanken

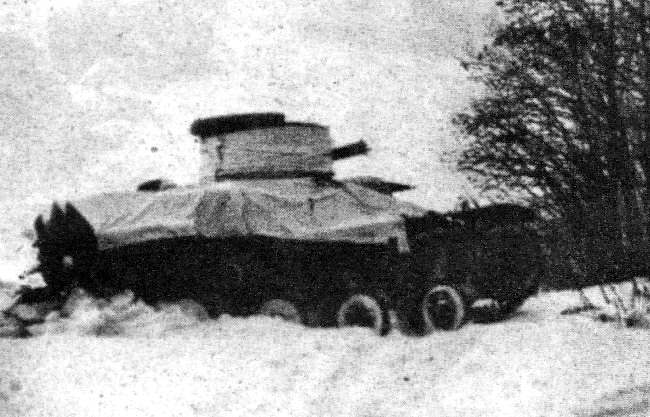
Il Rikstanken alle esercitazioni invernali.

Contemporaneamente alla commessa svedese, la Landsverk ricevette un ordine dalla Norvegia per un telaio di carro L-120, pagato 30.000 corone svedesi, con consegna fissata per marzo del 1937. Dopo la consegna, avvenuta in ritardo, in Norvegia il telaio venne dotato di una torretta improvvisata, armata di mitragliatrice Colt M/29 in calibro 7,92 mm, e venne corazzato con piastre di ferro ordinario. Questo mezzo "artigianale" fu il primo carro in assoluto in dotazione alle forze armate norvegesi, subito soprannominato Rikstanken ("carro armato nazionale"), ma anche "Kongstanken" ("carro armato regio") o Norgestanken ("carro armato norvegese").
"Le esercitazioni sul campo di Jæren nel 1938 furono un orrore di materiali primitivi. Non c'erano quasi materiali di segnalazione, comunicazione e del genio, con c'era nessuna unità motorizzata, eccetto il terrore dell'esercitazione, il vecchio carro armato che ha sconvolto, funzionato o fallito a sua discrezione... Una deprimente mancanza di mezzi in confronto al magnifico materiale umano."
Testimonianza di Robert Johnsen da Stavanger.
L'acquisto del carro da parte del governo norvegese avvenne sullo sfondo delle crescenti tensioni in Europa che precedettero la seconda guerra mondiale. La situazione di pericolo convinse il governo norvegese a stanziare 20.000 corone norvegesi per l'acquisto di un carro per l'esercito. Poiché i costi di trasporto di un carro completo erano troppo elevati, venne importato solo il telaio. Poiché le piastre corazzate in acciaio sarebbero costate altre 50.000 corone, per l'allestimento dello scafo furono usate piastre in ferro. Inoltre, le frizioni di sterzo furono sostituite da un volante. Il motore si dimostrò inaffidabile e la velocità massima raggiungibile era di 25 km/h. I freni erano sottopotenziati, tanto che in un'esercitazione a Trøndelag il carro si schiantò contro un albero.
Insieme con un plotone sperimentale di autoblindo di produzione locale, il "Rikstanken" formava la forza corazzata della cavalleria norvegese. Il carro e tre autoblindo parteciparono a tutte le esercitazioni dell'esercito tra il 1938 ed il 1939. Le autoblindo vennero poi assegnate ai diversi reggimenti di dragoni dell'esercito.
In una conferenza del 1939 presso la società Oslo Militære Samfund, il colonnello Christopher Fougner sottolineò come un singolo carro era completamente insufficiente per addestrare i soldati dell'esercito alla guerra anticarro. Il colonnello avvisò inoltre i vertici che se non avessero provveduto rapidamente all'acquisto di un numero congruo di carri ed autoblindo, il primo carro che la maggior parte dei soldati norvegesi avrebbe mai visto sarebbe stato un carro nemico mentre attaccava il loro Paese.
Il 9 aprile 1940, quando la Germania invase la Norvegia, il carro e le tre autoblindo erano stoccati nel deposito del 1º Reggimento Dragoni di Gardermoen. Quando il reggimento terminò la mobilitazione alle 3,00 del 10 aprile e mosse contro l'invasore, i 4 mezzi furono lasciati nel deposito. Questi furono tutti catturati dalle truppe tedesche nella loro avanzata, scomparendo dopo aver fatto da soggetti alle foto ricordo dei soldati della Wehrmacht nel maggio 1940 a Gardenmoen.